# 樂城公主
乐城公主（?—?），唐朝公主，是中国唐朝第六代皇帝唐玄宗李隆基第二十三女。
天宝五载（746年），封为乐城公主，实封一千户，嫁给了薛履谦。上元二年（761年），薛履谦参与嗣岐王李珍谋反事败，被唐肃宗赐自尽而死。  